# Lino Gallardo
Lin Gallardo, né vers 1773 et mort  le 22 décembre de 1837, est un compositeur, chef d'orchestre et musicien vénézuélien. Connu pour son patriotisme, il est surnommé le « Haydn vénézuélien »,. Certains le présentent comme l'auteur de l'hymne national vénézuélien.

## Biographie
Lin Gallardo naît vers 1773 à Ocumare del Tuy. En 1785 il se trouve déjà à Caracas et, un an après la mort de sa mère, Juan Manuel Olivares l'amène vivre avec lui et lui enseigne la musique. Il vit avec lui jusqu'au moins en 1792.  
Gallardo est très célèbre à son époque comme violoniste, violoncelliste et contrebassiste. En 1818 il fonde une académie de musique et une société philharmonique qui donne au moins dix concerts entre 1819 et 1820. En 1821, il enseigne la musique dans un établissement privé où Juan Lovera (es) enseigne également la peinture. 
Il est étroitement lié à la lutte pour l'indépendance. Gallardo et le musicien Carlos Alba sont identifiés, dans une lettre adressée aux autorités de la monarchie espagnole, comme étant étroitement impliqués dans la révolution du 19 avril 1810. Son nom apparaît dans les paroles de Andrés Bello de la chanson de l'époque « Caraqueños, otra época empieza » (Caraqueños, une autre époque commence). Un peu moins d'un an plus tard paraît le poème patriotique « Canción Americana » que Gallardo met de la musique. Des années plus tard, il écrit « Tu nombre, Bolívar, la fama elevó ». Certains documents témoignent également de l'appréciation et de l'admiration que le libérateur Simón Bolívar éprouvait pour ce compositeur, qu'il traitait comme un compagnon, étant donné que sa fille, María Josefina, était la filleule de Don Juan Vicente Bolívar.
En 1824, Gallardo est nommé maître de musique de la cathédrale de Caracas. En 1826 il s'installe à La Guaira, il y travaille comme fonctionnaire des douanes et joue à la cofradía del Rosario. 
Il vit à La Guaira les dernières années de sa vie bien qu'il meurt à Caracas le 22 décembre 1837,.